# Alice Greczyn
 (avril 2021).
Si vous disposez d'ouvrages ou d'articles de référence ou si vous connaissez des sites web de qualité traitant du thème abordé ici, merci de compléter l'article en donnant les références utiles à sa vérifiabilité et en les liant à la section « Notes et références ».
Alice Hannah Meiqui Greczyn, (née le 6 Février 1986 à Walnut Creek, en Californie), est un mannequin et actrice américaine.

## Biographie

### Jeunesse
Alice Greczyn est née le 6 février 1986 à Walnut Creek, en Californie. Elle a été scolarisée à la maison jusqu'à ses 15 ans.

### Carrière
Elle a débuté dans le film Sleepover. Plus tard, elle apparait dans Les Quintuplés avec un rôle récurrent. Elle a aussi obtenu d'autres rôles dans Privileged et Retour à Lincoln Heights.
En 2004, elle apparait dans la comédie Fat Albert, puis en 2005 elle joue dans le film Shérif, fais-moi peur. On peut aussi la voir dans les films d'horreur Shrooms et House of Fears, en 2007. L'année suivante elle fait deux films: une comédie Sex Drive et un film d'action Exit Speed.
Elle fait aussi une apparition de trois épisodes dans Championnes à tout prix (Make it or Break it); elle jouera Maeva un mannequin anorexique. Actuellement, elle joue la meilleure amie de Sutton, Mads Rybak, dans The Lying Game.

### Vie privée
Elle vit actuellement à Hollywood en Californie.
Depuis décembre 2014 elle était en couple avec l’acteur Grey Damon. Elle est maintenant avec Ryan Essmaker.

## Filmographie

### Télévision
- 2004 : Phil du futur : Alice Da Luce
- 2004–2005 : Les Quintuplés : Alayna Collins
- 2005 : Shérif, fais-moi peur : Laurie Pullman
- 2006 : Windfall : Des dollars tombés du ciel : Frankie McMahon
- 2007 : Shrooms : Holly
- 2007 : Les Experts : Miami (CSI: Miami) : Holly Reese
- 2007 : Moonlight : Sam
- 2007–2009 : Retour à Lincoln Heights : Sage Lund
- 2008–2009 : Privileged : Mandy
- 2010 : Kelly Brook's Cameltoe Shows : Elle-même
- 2011 : Championnes à tout prix : Maeve Benson
- 2011–2013 : The Lying Game : Madeline 'Mads' Rybak

### Cinéma
- 2004 : sleepover : Linda
- 2004 : Fat Albert : Becky
- 2007 : House of Fears : Candice
- 2008 : An American in China : Kendra
- 2008 : Sex Drive : Mary
- 2008 : Exit Speed : Annabel Drake

### Court-métrage
- 2007 : Investigating Love : Natalie Bansali